# George Keppel (6e comte d'Albemarle)
Pour les articles homonymes, voir Keppel.
George Thomas Keppel, 6e comte d'Albemarle, (13 juin 1799 - 21 février 1891), est un militaire britannique, homme politique libéral et écrivain. 

## Jeunesse et éducation
Né à Marylebone, il est le troisième et le deuxième fils survivant de William Keppel (4e comte d'Albemarle), et de sa première épouse Elizabeth, quatrième fille d'Edward Southwell (20e baron de Clifford). En 1851, il succède à son frère aîné Augustus comme comte. Il est un ami très proche de Robert Adair. Il passe son enfance à la résidence de son père Elden Hall et fait ses études à Westminster School . En 1815, il entre dans l'armée britannique comme enseigne . 

## Carrière militaire
Il combat avec le 14e régiment d'infanterie à la bataille de Waterloo. Il rejoint le deuxième bataillon à Corfou et est transféré au 22e régiment d'infanterie, avec lequel il sert à Maurice et au Cap de Bonne-Espérance, rentrant chez lui en 1819. Keppel est transféré comme lieutenant au 20e Régiment de fantassins en 1820 et part en Inde, où il est aide de camp du gouverneur général Francis Rawdon-Hastings jusqu'à sa démission en 1823, lorsque Keppel revient en Angleterre, voyageant par voie terrestre à travers la Perse, Moscou et Saint-Pétersbourg. 
Il est aide de camp du marquis Wellesley, lord lieutenant d'Irlande, pendant deux ans, et est promu capitaine au 62e régiment d'infanterie en 1825. Il étudie ensuite dans le département supérieur du Collège militaire royal de Sandhurst et, en 1827, est placé en demi-solde. En 1829, il participe à la guerre russo-turque et est avec la flotte britannique dans les eaux turques. Il ne sert plus à plein salaire, mais continue à monter en grade. En 1841, il devient major et lieutenant-colonel  et est promu colonel en 1854 et major-général en 1858. Il est nommé lieutenant-général en 1866 et enfin général en 1874. 

## Carrière politique
Keppel représente East Norfolk comme Whig à la Chambre des communes britannique de 1832 à 1835. Il se présente en vain à King's Lynn en 1837 et Lymington en 1841 mais remporte ce siège de 1847 à 1849, avant de succéder à son frère dans le comté. 

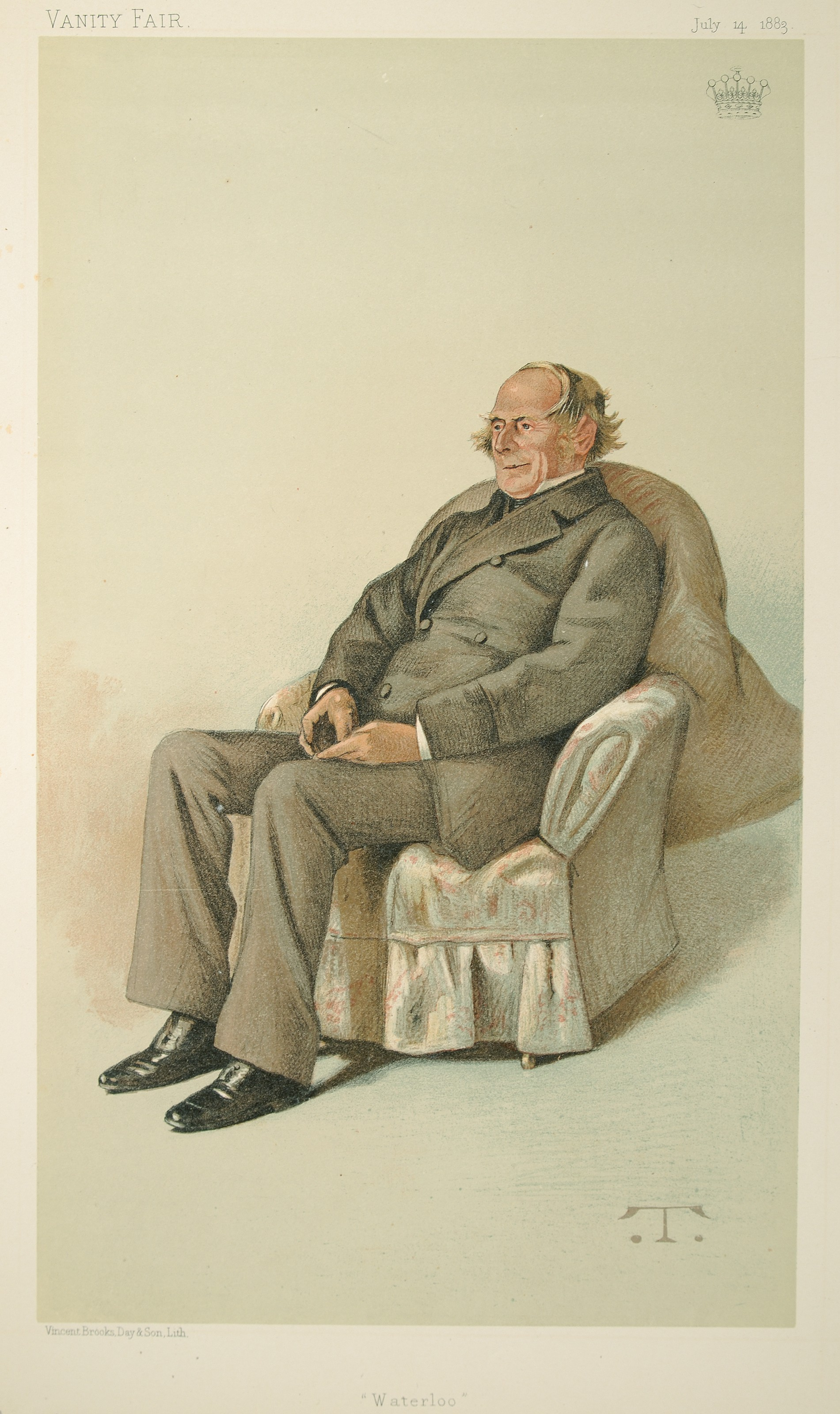
George Keppel caricaturé à Vanity Fair, 1883

En 1820, il est nommé écuyer auprès du prince Augustus Frederick, duc de Sussex. En 1838, il est nommé haut shérif de Leitrim. Il est secrétaire particulier du premier ministre Lord John Russell entre 1846 et 1847. Il est sous-lieutenant de Norfolk à partir de 1859 et est membre de la Société géologique de Londres (FGS) ainsi que de la Society of Antiquaries of London (FSA). 

## Famille
Le 4 août 1831, il épouse Susan Trotter, fille de Coutts Trotter, 1er baronnet à Willesden. Ils ont quatre filles et un fils. Keppel est décédé, âgé de 91 ans à Portman Square à Londres et est enterré à Quidenham. Son fils unique William lui succède, et est un arrière-arrière-grand-père de Camilla Shand, reine consort du Royaume-Uni en tant qu'épouse de roi Charles III. 

## Publications
- Récit personnel d'un voyage de l'Inde à l'Angleterre (1827)
- Récit personnel de voyages en Babylonie, Assyrie, médias et Scythie (1827)
- Récit d'un voyage à travers le Balcan (1831)
- Mémoires du marquis de Rockingham et de ses contemporains (1852)
- Cinquante ans de ma vie (1876)